# Black Torrington
Black Torrington är en civil parish i Torridge i Storbritannien. Den ligger i grevskapet Devon och riksdelen England, i den södra delen av landet, 300 km väster om huvudstaden London. Orten hade 509 invånare. (2001)